# Tyresö (commune)
La commune de Tyresö est une commune suédoise du comté de Stockholm. Environ 48 600 personnes y vivent (2020). Son chef-lieu se situe à Bollmora.

## Géographie
Une partie de la commune est fait partie de l'agglomération de Stockholm et la totalité de la commune appartient au Grand Stockholm. 
La commune borde la commune de Nacka au nord, la commune de Värmdö au nord-est, la commune de Haninge au sud et la commune d'Huddinge ainsi que la commune de Stockholm à l'ouest, toutes situées dans le comté de Stockholm.
La superficie de la commune est de 69,23 kilomètres carrés (au 1er janvier 2016).
La partie principale de la municipalité de Tyresö est située sur l'île de  Södertörn, et sur certaines des îles de la municipalité dans la mer Baltique, dont Ägnö et Härsö sont les plus grandes. 
La commune est située dans la partie nord-est du Södermanland et elle est bordée par la mer Baltique et l'archipel de Stockholm à l'est. 
Tyresö compte plusieurs lacs.
La topologie du territoire de la commune est typique de la zone, un paysage avec des collines et des vallées basses, avec une topographie escarpée avec des monts et des rapides tourbillonnants à Uddbyfallet et Follbrinkströmmen, une nature qui s'est formée pendant la période glaciaire. Le point culminant se trouve à Telegrafberget, à 84 mètres d'altitude.

## Population
| 1950  | 1955  | 1960  | 1965   | 1970   |
| ----- | ----- | ----- | ------ | ------ |
| 3 169 | 3 761 | 6 012 | 16 491 | 27 112 |

| 1975   | 1980   | 1985   | 1990   | 1995   |
| ------ | ------ | ------ | ------ | ------ |
| 29 366 | 31 061 | 32 161 | 33 973 | 36 627 |

| 2000   | 2005   | 2010   | 2015   | 2020   |
| ------ | ------ | ------ | ------ | ------ |
| 39 071 | 41 134 | 42 947 | 46 177 | 48 678 |

| 2024   | - | - | - | - |
| ------ | - | - | - | - |
| 49 179 | - | - | - | - |

## Localités
- Ville de Stockholm (40 026), dont :
  - Bollmora (8 494 hab.)
  - Fårdala (1 657 hab.)
  - Granängsringen (2 187 hab.)
  - Krusboda (3 717 hab.)
  - Lindalen (1 445 hab.)
  - Öringe (2 548 hab.)
  - Östra och Västra Farmarstigen (2 668 hab.)
  - Östra Tyresö (2 721 hab.)
  - Trollbäcken (11 715 hab.)
  - Tyresö Strand (2 874 hab.)
- Brevikshalvön (1 556 hab.)
- Raksta (537 hab.)

## Transport
Tyresö est desservie par le système de transports publics à l'échelle du comté exploité par AB Storstockholms Lokaltrafik.
Tyresö est l'une des rares communes du comté de Stockholm sans aucun transport ferroviaire.
Les transports publics se composent d'un grand nombre de lignes de bus. 
La plupart des lignes de bus sont reliées au métro de Stockholm à Gullmarsplan, mais il existe également des bus directs vers et depuis le centre de Stockholm.
Certaines des principales lignes de bus vers Tyresö sont les lignes 805, 807, 815, 802, 873, 875 depuis Gullmarsplan, les lignes à fort trafic 812, 813, 815C, 818 depuis la gare centrale de Stockholm, la 840 depuis Haninge et Nacka et le bus de nuit 491 ou 890 jusqu'à Sergels torg.
Les routes principales menant à Tyresö sont la route comtale 229 et la route comtale 260 au sud jusqu'à Haninge et au nord jusqu'à Nacka.

## Jumelages
| Ville | Ville             | Pays | Pays        | Période     |
| ----- | ----------------- | ---- | ----------- | ----------- |
|       | Baranavitchy      |      | Biélorussie | depuis 2008 |
|       | Cēsis             |      | Lettonie    |             |
|       | Porvoo            |      | Finlande    |             |
|       | Savigny-le-Temple |      | France      |             |
|       | Wejherowo         |      | Pologne     |             |

## Galerie

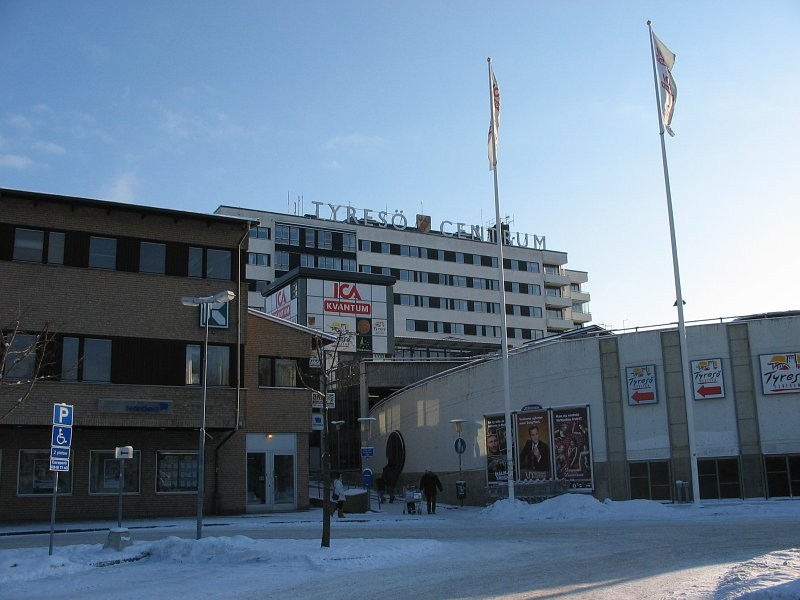
Centre commercial.
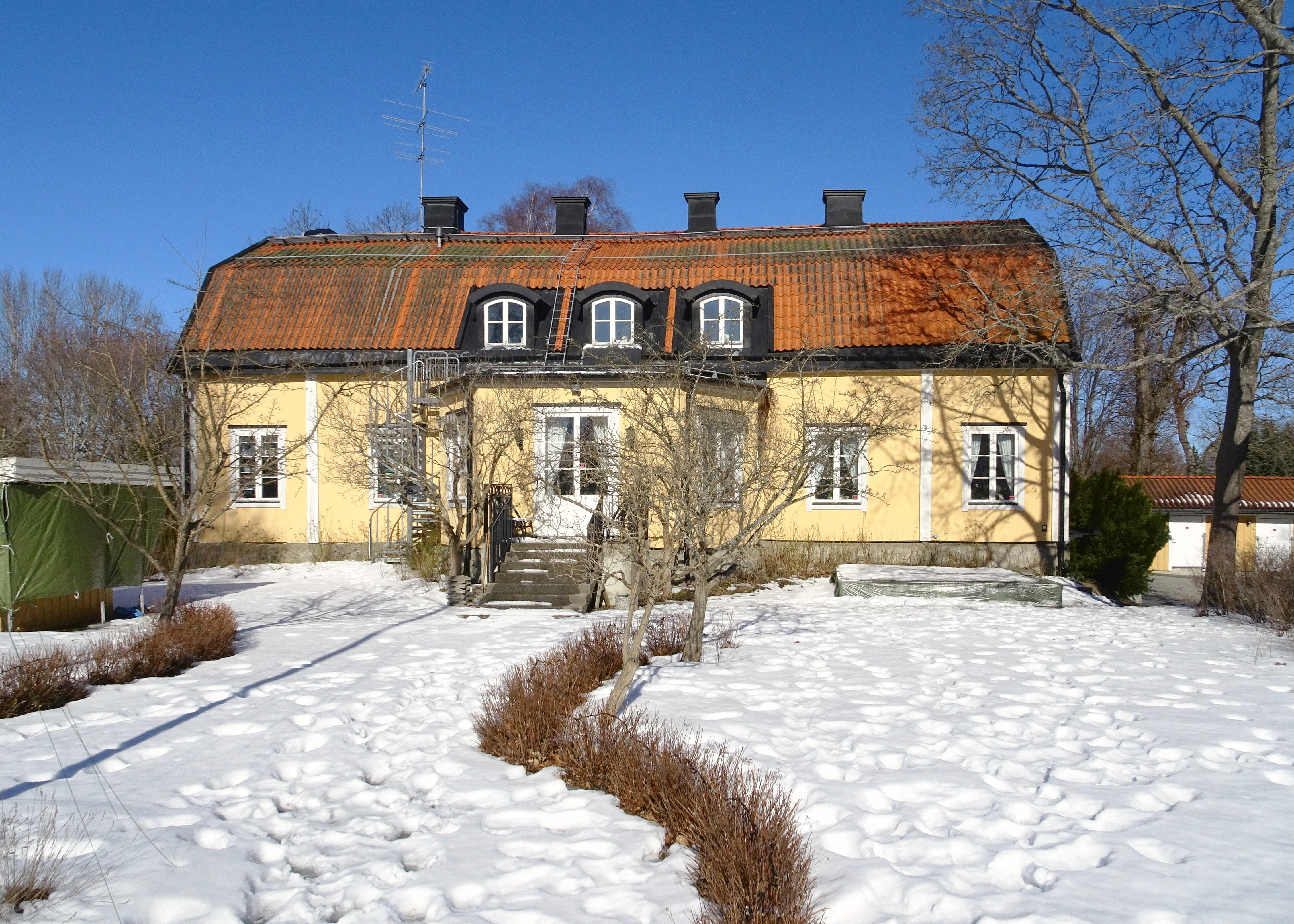
Manoir de Kumla.
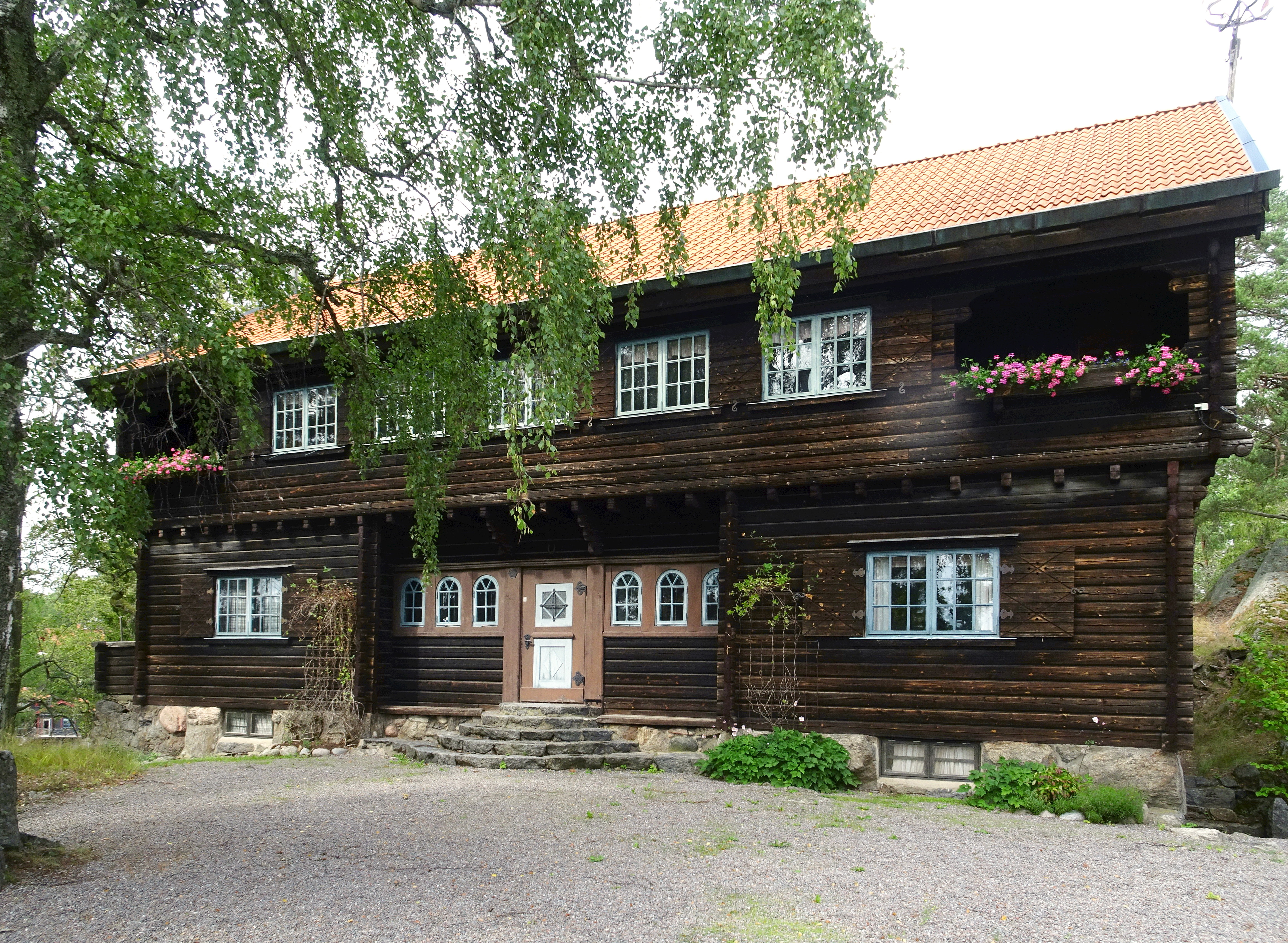
Maison de l'association Kulturella folkdansgilet à Solsäter.

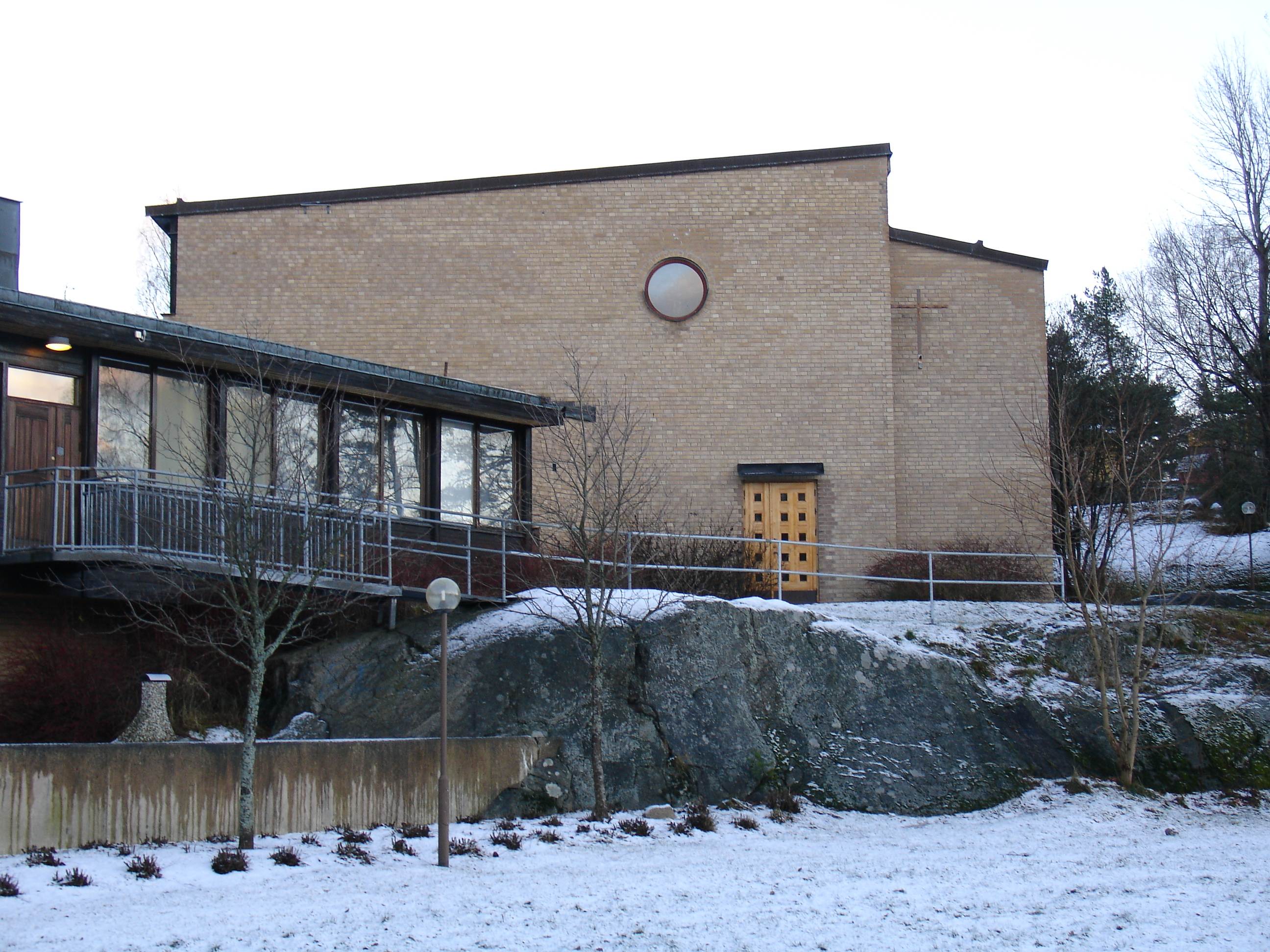
Église de Bollmoradalen.
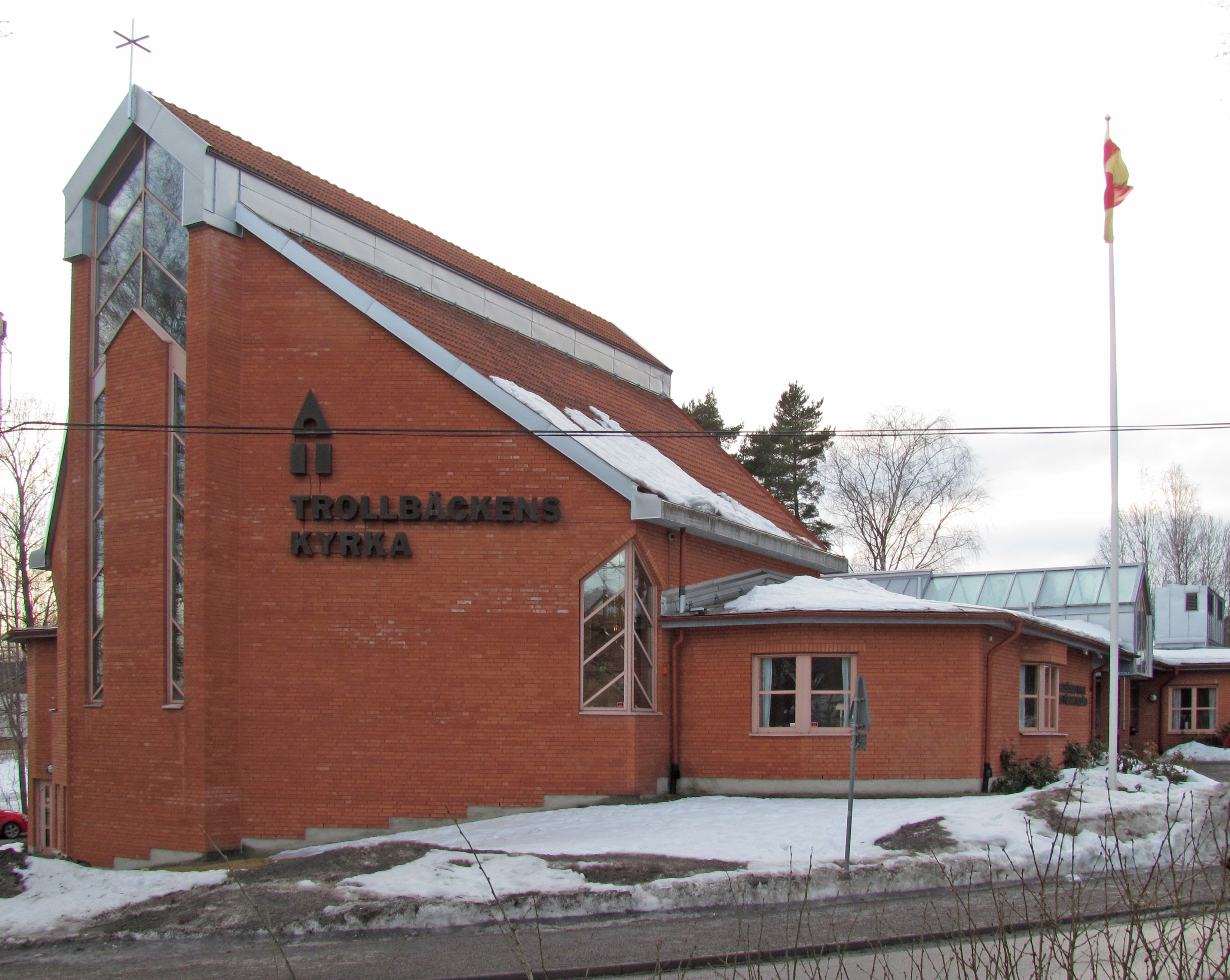
Église de Trollbäcken.
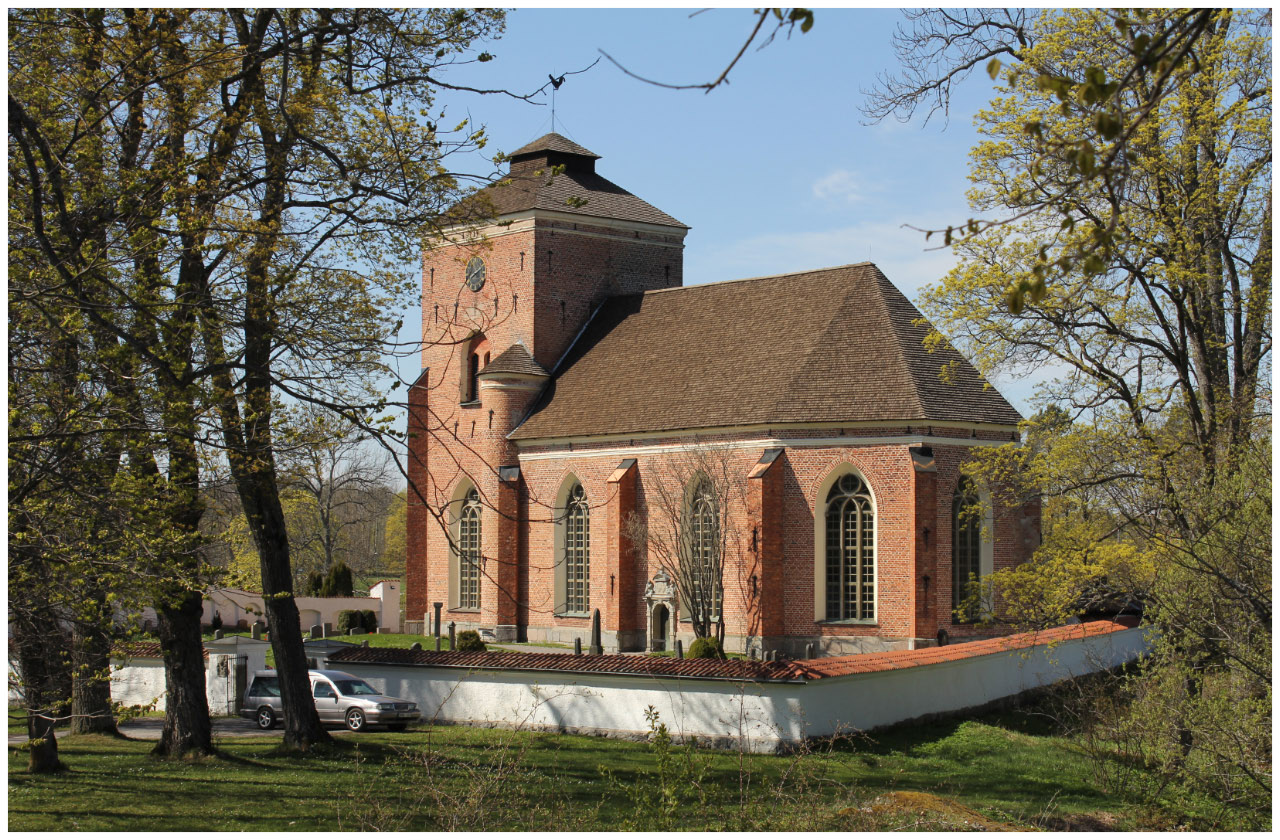
Église de Tyresö.